# Provincia di Zamora Chinchipe
La provincia di Zamora Chinchipe è una delle ventiquattro province dell'Ecuador; il capoluogo è la città di Zamora.

## Geografia fisica
La provincia è situata nel Oriente del paese, cioè nella parte compresa nel bacino dell'Amazzonia. Confina a nord con la provincia di Morona Santiago, ad est e a sud con il Perù, ad ovest con la provincia di Loja, e a nord-ovest con la provincia di Azuay.

## Cantoni
La provincia è suddivisa in nove cantoni:
| # | Cantone              | Capoluogo  |
| - | -------------------- | ---------- |
| 1 | Centinela del Cóndor | Zumbi      |
| 2 | Chinchipe            | Zumba      |
| 3 | El Pangui            | El Pangui  |
| 4 | Nangaritza           | Guayzimi   |
| 5 | Palanda              | Palanda    |
| 6 | Paquisha             | Paquisha   |
| 7 | Yacuambi             | 28 de mayo |
| 8 | Yanzatza             | Yanzatza   |
| 9 | Zamora               | Zamora     |